# Saint-Nicolas-de-Macherin
Pour les articles homonymes, voir Saint-Nicolas.
Saint-Nicolas-de-Macherin est une commune française située dans le département de l'Isère en région Auvergne-Rhône-Alpes. Ses habitants sont appelés les Macherinois.

## Géographie

### Situation et description
Saint-Nicolas-de-Macherin est située dans la région Auvergne-Rhône-Alpes, au centre du département de l'Isère. La superficie de la commune est de 1 060 hectares et l'altitude varie de 447 à 952 mètres.
La commune se trouve à 5 km au nord de Voiron, chef-lieu de canton, et à 28 km au nord-ouest de la préfecture, Grenoble. Elle se situe à 510 km de Paris.

### Climat
Pour des articles plus généraux, voir Climat d'Auvergne-Rhône-Alpes et Climat de l'Isère.
En 2010, le climat de la commune est de type climat des marges montargnardes, selon une étude du Centre national de la recherche scientifique s'appuyant sur une série de données couvrant la période 1971-2000. En 2020, Météo-France publie une typologie des climats de la France métropolitaine. Selon cette typologie la commune est exposée à un climat de montagne ou de marges de montagne et elle est située dans la région climatique  Alpes du nord, caractérisée par une pluviométrie annuelle de 1 200 à 1 500 mm, irrégulièrement répartie en été. 
Pour la période 1971-2000, la température annuelle moyenne est de 10,5 °C, avec une amplitude thermique annuelle de 17,8 °C. Le cumul annuel moyen de précipitations est de 1 248 mm, avec 10,3 jours de précipitations en janvier et 7,3 jours en juillet. Pour la période 1991-2020, la température moyenne annuelle observée sur la station météorologique de Météo-France la plus proche, « Coublevie », sur la commune de Coublevie à 5 km à vol d'oiseau, est de 13,0 °C et le cumul annuel moyen de précipitations est de 1 121,0 mm,. Pour l'avenir, les paramètres climatiques de la commune estimés pour 2050 selon différents scénarios d'émission de gaz à effet de serre sont consultables sur un site dédié publié par Météo-France en novembre 2022.

### Voies de communication
Le territoire de la commune de Saint-Nicolas-de-Macherin est situé à l'écart des voies de grandes circulation. L'autoroute la plus proche est l'A48 qui relie l'agglomération lyonnaise à celle de Grenoble.

## Urbanisme

### Typologie
Au 1er janvier 2024, Saint-Nicolas-de-Macherin est catégorisée commune rurale à habitat dispersé, selon la nouvelle grille communale de densité à sept niveaux définie par l'Insee en 2022.
Elle est située hors unité urbaine. Par ailleurs la commune fait partie de l'aire d'attraction de Grenoble, dont elle est une commune de la couronne,. Cette aire, qui regroupe 204 communes, est catégorisée dans les aires de 700 000 habitants ou plus (hors Paris),.

### Occupation des sols
L'occupation des sols de la commune, telle qu'elle ressort de la base de données européenne d’occupation biophysique des sols Corine Land Cover (CLC), est marquée par l'importance des forêts et milieux semi-naturels (58,9 % en 2018), une proportion identique à celle de 1990 (58,9 %). La répartition détaillée en 2018 est la suivante : 
forêts (58,9 %), zones agricoles hétérogènes (17,3 %), prairies (10,4 %), terres arables (8,2 %), zones urbanisées (5,3 %). L'évolution de l’occupation des sols de la commune et de ses infrastructures peut être observée sur les différentes représentations cartographiques du territoire : la carte de Cassini (XVIIIe siècle), la carte d'état-major (1820-1866) et les cartes ou photos aériennes de l'IGN pour la période actuelle (1950 à aujourd'hui).

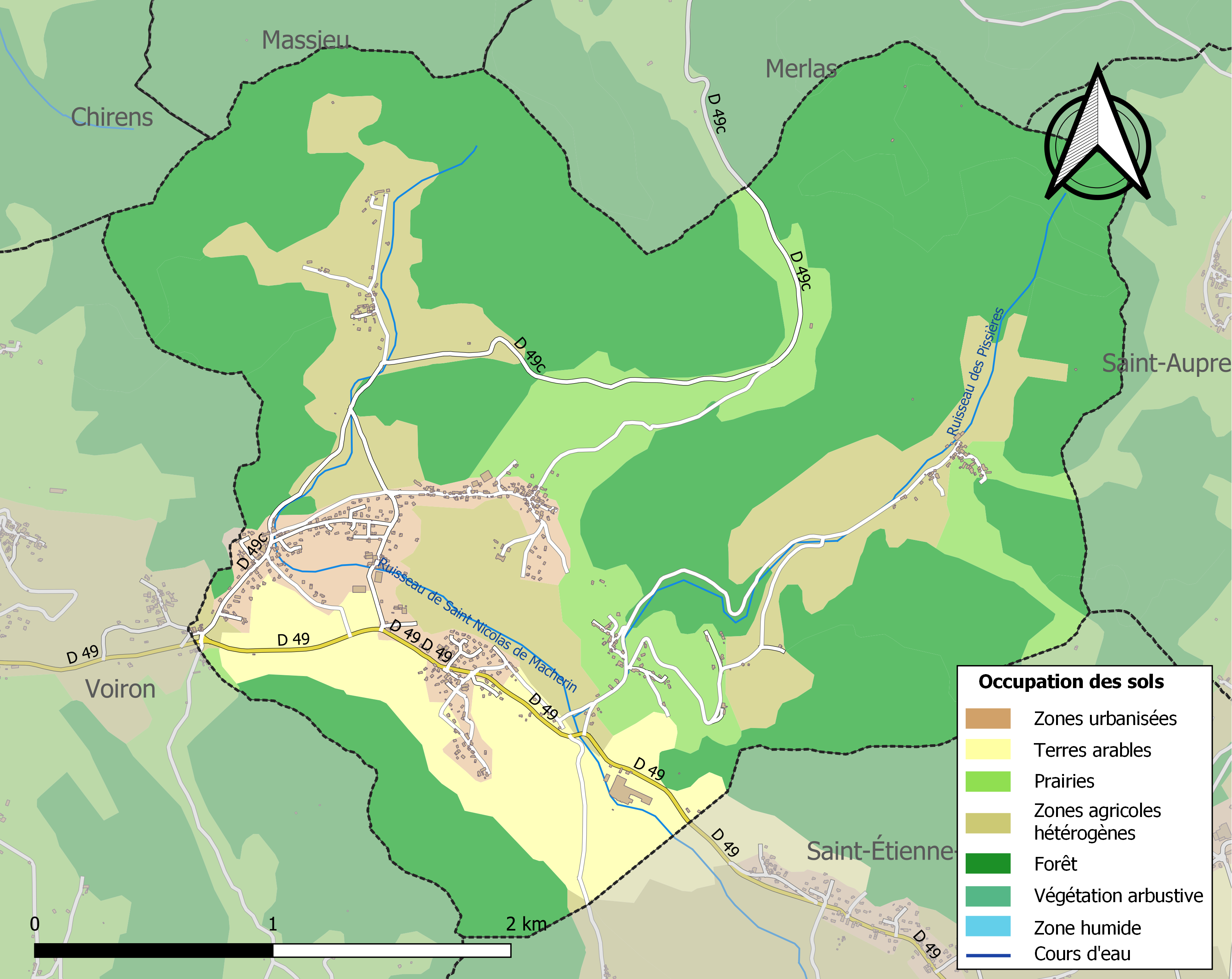
Carte des infrastructures et de l'occupation des sols de la commune en 2018 (CLC).

### Hameaux et Lieux-Dits
- Macherin
- Chatelonnière
- le Bourg
- le Mélissard
- Hautefort
- le Château
- la Rivoire
- la Crozat
- le Replat
- le Bergureuil
- Pied Barlet
- le Magnin
- les Combes
- le Bourdis
- Baracuchet
- le Goulet
- la Roche
- le Plan

### Risques naturels et technologiques

#### Risques sismiques
L'ensemble du territoire de la commune de Saint-Nicolas-de-Macherin est situé en zone de sismicité n°4 (sur une échelle de 1 à 5), non loin de la zone n°3 située plus à l'ouest.
| Type de zone | Niveau            | Définitions (bâtiment à risque normal) |
| ------------ | ----------------- | -------------------------------------- |
| Zone 4       | Sismicité moyenne | accélération = 1,6 m/s2                |

## Histoire
Au Moyen Âge, la paroisse de Saint-Nicolas est partagée entre le mandement de Tolvon et le mandement de Hautefort. Le mandement de Hautefort est une possession des seigneurs de Clermont et fait partie du Dauphiné. Ils y construisent un château. Le mandement de Tolvon, incluant le bourg actuel, est en possession des comtes de Savoie, lesquels possédent la maison-forte de Pied-Barlet. La frontière entre le Dauphiné et la Savoie passe ainsi sur l'actuel territoire de la commune si bien qu'Hautefort est en Dauphiné et le bourg en Savoie. Après le rattachement du Dauphiné à la France, les possessions des comtes de Savoie sont réorganisées et le mandement de Tolvon passa au royaume de France. L'intégralité du territoire de l'actuelle commune de Saint-Nicolas-de-Macherin se trouve alors en France. À la suite de ce remaniement, la maison-forte de Pied-Barlet perd son intérêt défensif et devient une habitation. On sait qu'elle est vendue, en 1363, à la famille de Hermerat avant de passer, en 1591, aux mains de la famille du Vivier qui la conserve jusqu'à la Révolution.

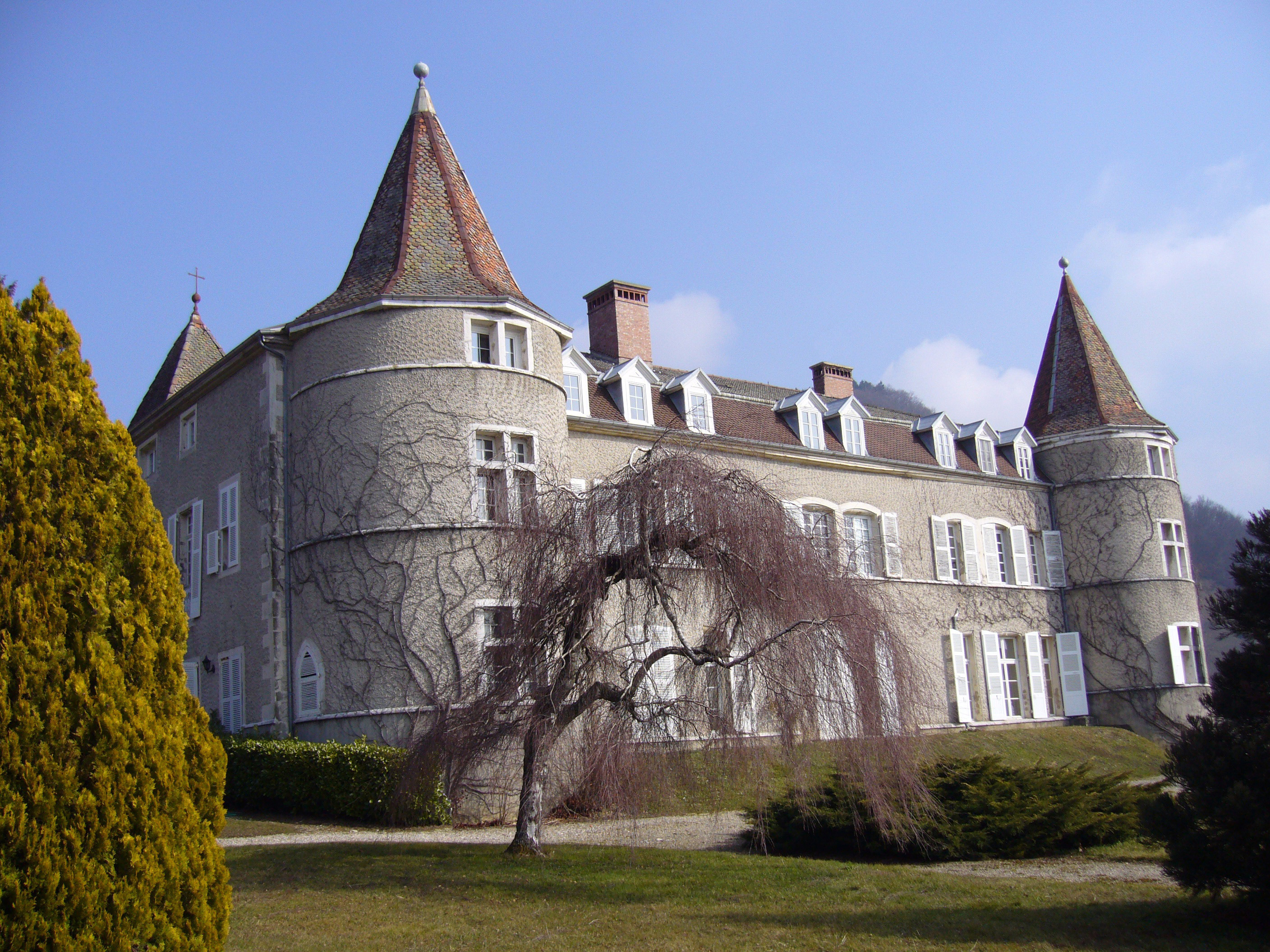
Le château de Hautefort.

Le château de Hautefort, toujours aux mains des Clermont en 1446, devient propriété de Pierre de Gumin en 1537. Ses descendants occupent les lieux pendant deux siècles avant que le château ne devienne propriété des Meffray de Césarges. D'apparence féodale à sa construction et alors à vocation défensive et militaire, le château est maintes fois remanié pour prendre la forme actuelle.
Le bourg se développe autour de l'église. La date exacte de sa construction est inconnue mais on estime qu'elle daterait du Moyen Âge. De ces bâtiments primitifs, seul subsiste le chœur de l'église actuelle. La nef, en très mauvais état, est remplacée en 1831 et une importante partie de l'église est alors remaniée. Le clocher, lui aussi en piteux état, s'effondre en 1889. Il est reconstruit en 1898, son horloge toujours visible. Une cloche, datée de 1721, se brise dans l'effondrement du clocher. La seconde cloche, datée de 1843, est remontée dans le nouveau clocher, elle est toujours en service. Une chapelle, Notre-Dame-de-Pitié, jouxte l'église mais elle est détruite lors des travaux de 1831. Il existait également une chapelle Sainte-Marie dans le château de Hautefort, aujourd'hui détruite. Enfin, une chapelle Sainte-Croix existe à Pied-Barlet jusqu'au XVIIIe siècle.
La commune de Saint-Nicolas-de-Macherin est créée en 1790 avant d'être rattachée à Saint-Étienne-de-Crossey en 1794. Elle redevient indépendante durant le Consulat, en 1801. Le cadastre napoléonien de la commune date de 1819.

### Administration municipale

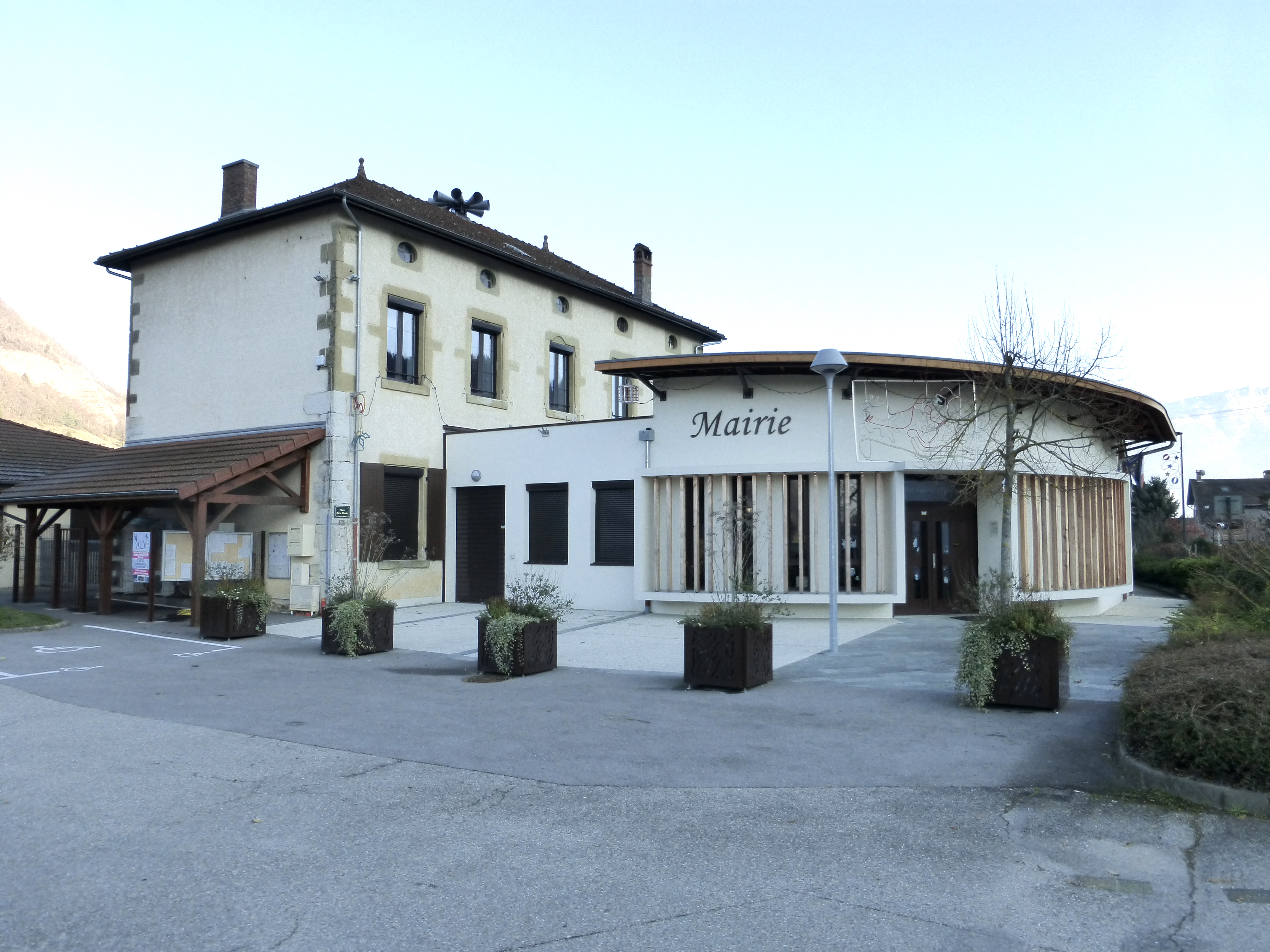
La mairie

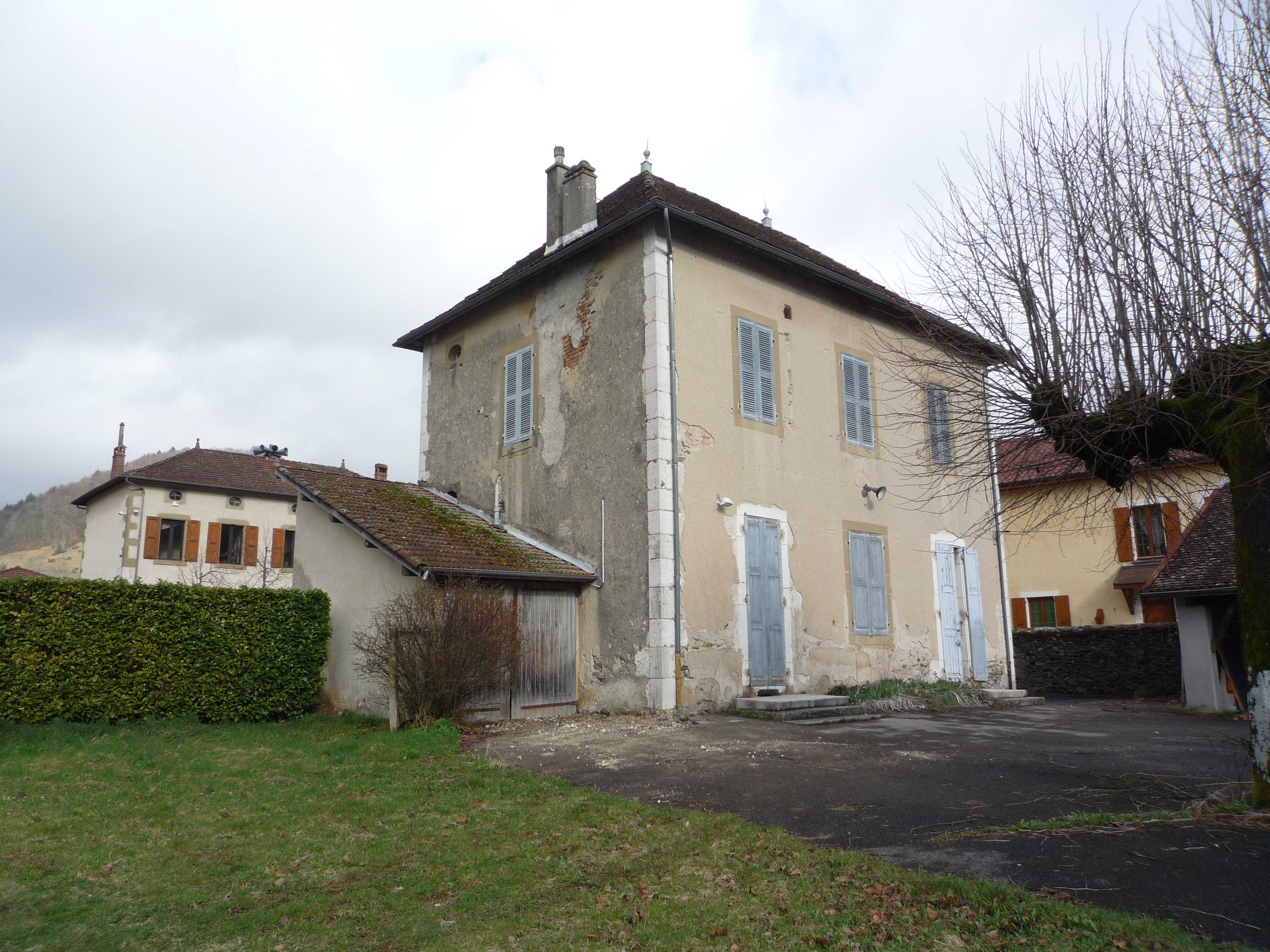
L'ancienne école communale, démolie en 2011

## Politique et administration

### Liste des maires
| Période                                  | Période  | Identité                        | Étiquette | Qualité                                                                |
| ---------------------------------------- | -------- | ------------------------------- | --------- | ---------------------------------------------------------------------- |
| 1791                                     | 1792     | Claude Gaillard                 |           |                                                                        |
| 1792                                     | 1793     | Vial                            |           |                                                                        |
| 1793                                     | 1796     | Antoine Perrin                  |           |                                                                        |
| 1796                                     | 1797     | Jean Tivollier                  |           |                                                                        |
| 1797                                     | 1800     | Pierre Gaillard                 |           |                                                                        |
| 1800                                     | 1804     | Jean Bourdis                    |           |                                                                        |
| 1804                                     | 1811     | Jean Vial                       |           |                                                                        |
| 1811                                     | 1812     | Jean Tivollier                  |           |                                                                        |
| 1812                                     | 1814     | Claude Picard                   |           |                                                                        |
| 1814                                     | 1830     | Jean-Marie Constantin de Chanay |           |                                                                        |
| 1830                                     | 1831     | Claude Picard                   |           |                                                                        |
| 1831                                     | 1836     | Jacques Fagot                   |           |                                                                        |
| 1836                                     | 1846     | Claude Picard                   |           |                                                                        |
| 1846                                     | 1848     | André Chalaron                  |           |                                                                        |
| 1848                                     | 1868     | Joseph Vial                     |           |                                                                        |
| 1868                                     | 1884     | Antoine Fagot-Mallot            |           |                                                                        |
| 1884                                     | 1885     | François Guilligay              |           |                                                                        |
| 1885                                     | 1896     | Rémy Fagot                      |           |                                                                        |
| 1896                                     | 1925     | Liguori Vial                    |           |                                                                        |
| 1925                                     | 1943     | Louis Fauchon                   |           |                                                                        |
| 1943                                     | 1944     | Joseph Gaillard                 |           | (Maire délégué volontaire à la suite de la démission de Louis Fauchon) |
| 1944                                     | 1945     | Jean Marcoz                     |           | (Conseil municipal provisoire nommé par le canton de Voiron)           |
| 1945                                     | 1953     | Paul Merle                      |           |                                                                        |
| 1953                                     | 1965     | Albert Satre                    |           |                                                                        |
| 1965                                     | 1989     | Jean Tabeling                   | SE        |                                                                        |
| 1989                                     | 2001     | Marcel Descombes                | SE        |                                                                        |
| 2001                                     | 2020     | Roland Grambin                  | SE        |                                                                        |
| 2020                                     | En cours | Freddy Rey                      | SE        |                                                                        |
| Les données manquantes sont à compléter. |          |                                 |           |                                                                        |

## Population et société

### Démographie
L'évolution du nombre d'habitants est connue à travers les recensements de la population effectués dans la commune depuis 1793. Pour les communes de moins de 10 000 habitants, une enquête de recensement portant sur toute la population est réalisée tous les cinq ans, les populations de référence des années intermédiaires étant quant à elles estimées par interpolation ou extrapolation. Pour la commune, le premier recensement exhaustif entrant dans le cadre du nouveau dispositif a été réalisé en 2006.

En 2022, la commune comptait 944 habitants, en évolution de +1,18 % par rapport à 2016 (Isère : +3,07 %, France hors Mayotte : +2,11 %).
| 1793 | 1800 | 1806 | 1821 | 1831 | 1836 | 1841 | 1846 | 1851 |
| ---- | ---- | ---- | ---- | ---- | ---- | ---- | ---- | ---- |
| 643  | 704  | 749  | 701  | 796  | 816  | 828  | 857  | 874  |

| 1856 | 1861 | 1866 | 1872 | 1876 | 1881 | 1886 | 1891 | 1896 |
| ---- | ---- | ---- | ---- | ---- | ---- | ---- | ---- | ---- |
| 790  | 753  | 723  | 687  | 690  | 660  | 623  | 590  | 586  |

| 1901 | 1906 | 1911 | 1921 | 1926 | 1931 | 1936 | 1946 | 1954 |
| ---- | ---- | ---- | ---- | ---- | ---- | ---- | ---- | ---- |
| 514  | 542  | 525  | 443  | 435  | 427  | 398  | 420  | 390  |

| 1962 | 1968 | 1975 | 1982 | 1990 | 1999 | 2006 | 2011 | 2016 |
| ---- | ---- | ---- | ---- | ---- | ---- | ---- | ---- | ---- |
| 384  | 380  | 389  | 518  | 615  | 782  | 863  | 885  | 933  |

| 2021 | 2022 | - | - | - | - | - | - | - |
| ---- | ---- | - | - | - | - | - | - | - |
| 955  | 944  | - | - | - | - | - | - | - |

### Logement
D'après les chiffres de l'INSEE (2013), 91,6 % des ménages de la commune vivent en maison individuelle contre 8,4 % en appartement. 94 % des logements de la commune sont des résidences principales, 1,7 % sont des résidences secondaires, les autres étant vacants lors de l'enquête (2013). Il est à noter que 21 % des logements de la commune sont construits avant 1919 tandis que 62 % sont construits entre 1971 et 2005.

### Enseignement
La commune est rattachée à l'académie de Grenoble.

### Médias
Historiquement, le quotidien à grand tirage Le Dauphiné libéré consacre, assez régulièrement, y compris le dimanche, dans son édition du Voironnais à la Chartreuse, un ou plusieurs articles à l'actualité de la communauté de communes, du canton et quelquefois du village, ainsi que des informations sur les éventuelles manifestations locales, les travaux routiers, et autres événements divers à caractère local.
La commune est située sur l'aire de diffusion de radio Ici Isère, une radio publique qui émet sur tout le territoire du département de l'Isère.

### Cultes
La communauté catholique et l'église Saint-Nicolas (propriété de la commune) sont desservis par la paroisse Notre-Dame de la Vouise qui gère le service de vingt-deux églises et d'un monastère. Cette paroisse dépend elle-même du diocèse de Grenoble-Vienne.

## Économie
- En 2013, 4,1 % de la population active de la commune était au chômage[20]. Un chiffre à comparer avec le taux de chômage départemental qui était, sur la même période, de 11,2 %.
- 57 établissements étaient en activité sur la commune au 1er janvier 2015, dont 10 exploitations agricoles (17,5 % des établissements actifs contre 3,7 % à l'échelle du département). Un seul établissement employait plus de 50 salariés (la SITPM) tandis que deux établissements comptaient entre 10 et 19 salariés. 84 % des établissements ne comptaient aucun salarié[20].

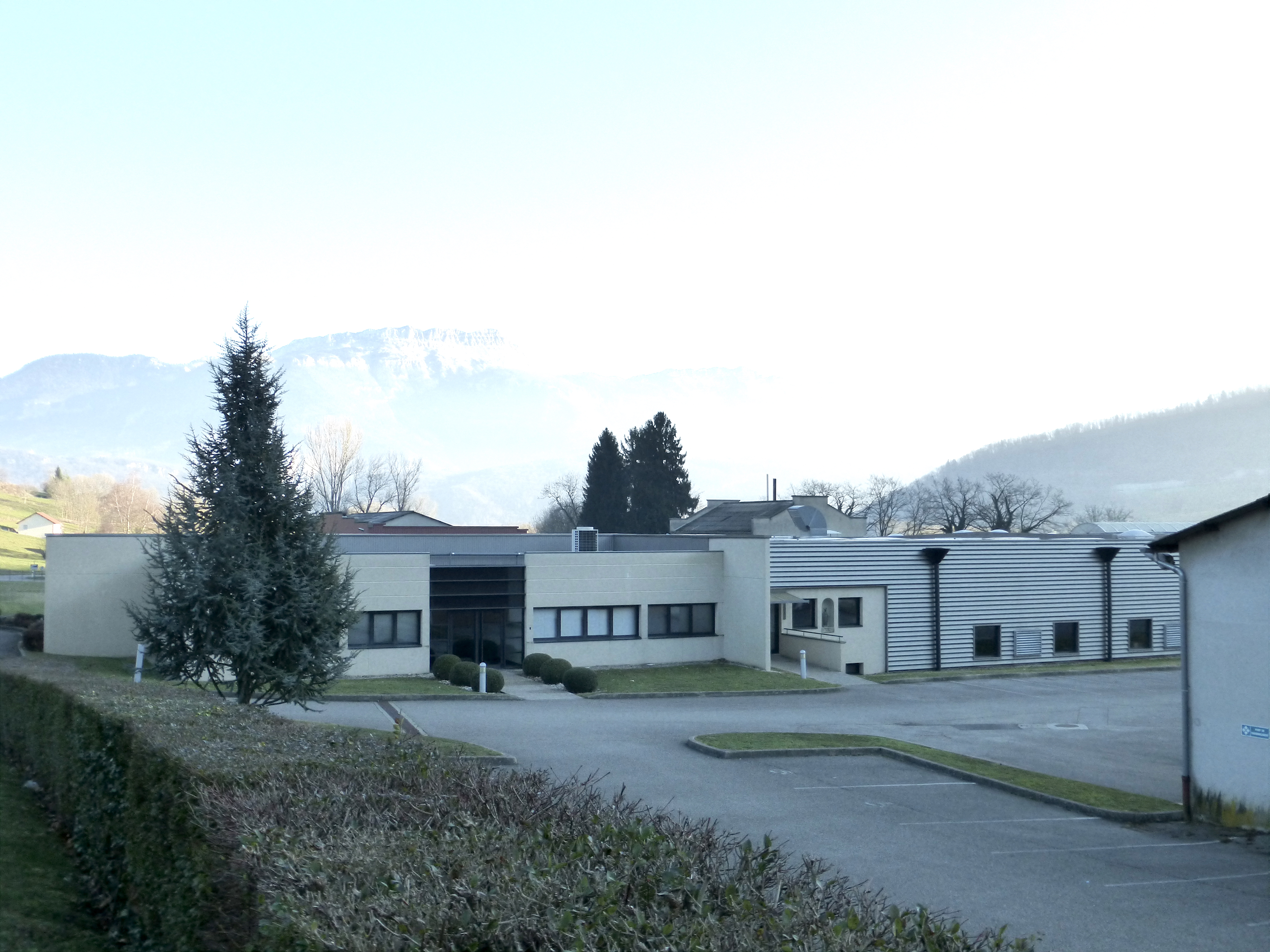
L'usine de la SITPM

- La SITPM (Société Industrielle des Tissages Paul Merle), implantée sur la commune au lieu-dit de L'Usine, emploie 58 personnes dans la fabrication de tissus techniques. L'usine fut créée en 1853 par le Comte de Chanay, alors propriétaire du château de Hautefort, sous le nom d'Usine de Tissage de Sainte-Marie d'Hautefort. En 1890, l'usine est rachetée par une entreprise lyonnaise de soierie, Noyer-Durand-Colon, avant d'être reprise, en 1938, par Paul Merle qui lui donne son nom actuel. Le groupe américain Celanese en devient propriétaire en 1966 avant de revendre la SITPM en 1971 au groupe isérois Sofileta, spécialisé dans les textiles techniques. L'usine fut principalement orientée vers le tissage avant de se spécialiser, après guerre, dans la fabrication de tissus synthétiques, puis, après la reprise par Sofileta, dans les tissus techniques à haute valeur ajoutée. Le site s'étend sur 15 000 m2 et compte plus de 130 métiers à tisser automatisés.

Le commune fait partie de l'aire géographique de production et transformation du « Bois de Chartreuse », la première AOC de la filière Bois en France,.

## Culture et patrimoine

### Lieux et monuments

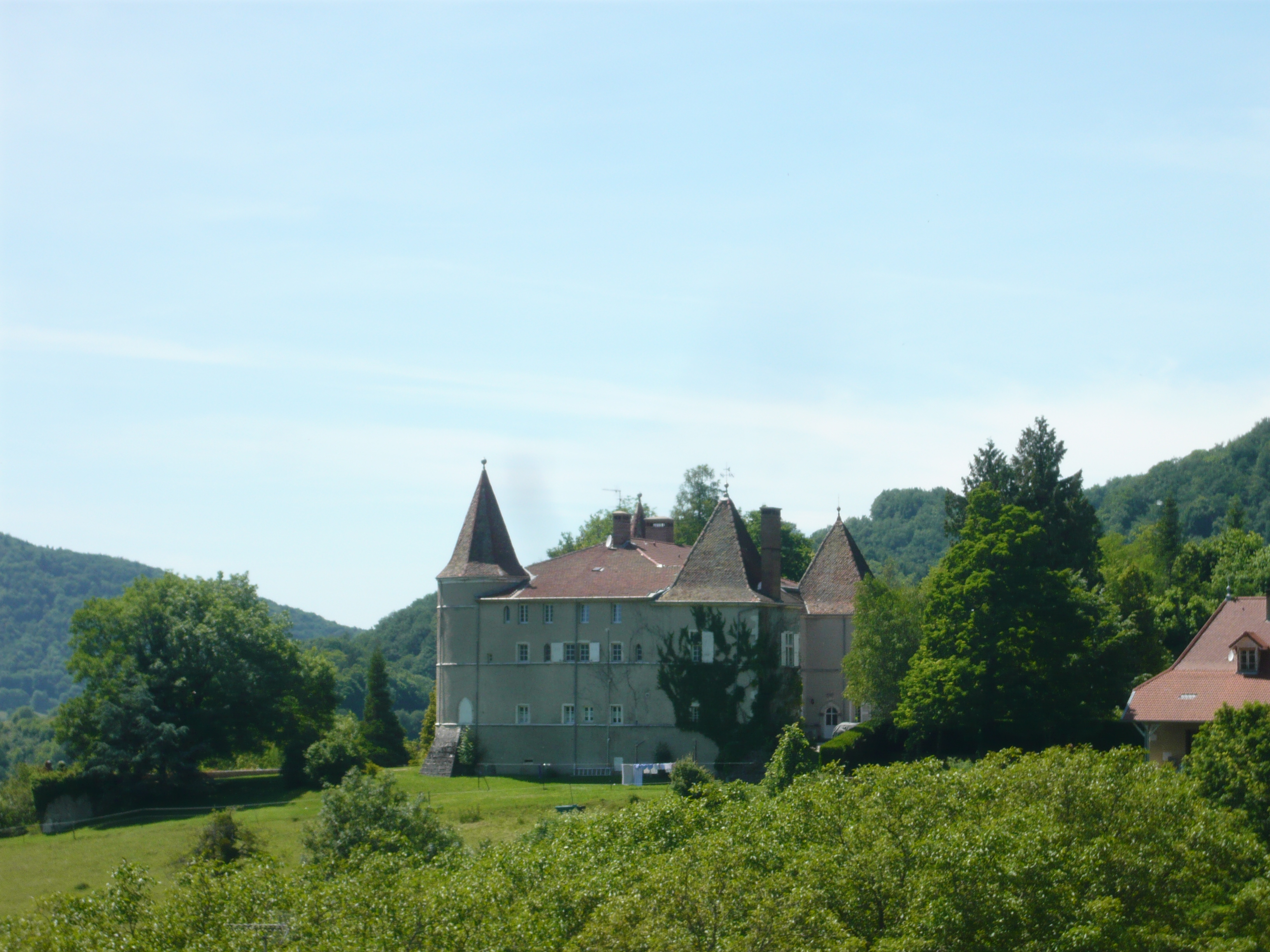
Le Château de Hautefort

- Le Château de Hautefort, édifice le plus ancien de la commune, ayant appartenu à d'illustres familles.
- Au lieu-dit de Pied Barlet, ruines de l'ancienne maison forte du XIIIe siècle, bâtie par les comtes de Savoie[24],[15].
- La chapelle du château de Hautefort[24].
- L'église Saint-Nicolas, rebâtie entre 1885 et 1889 sous la direction de l'architecte Jean-François Pichat, qui a remplacé l'ancienne église du prieuré des moines Antonins, et qui présente un chœur du XIIIe siècle[24],[25].
- Notre-Dame-de-la-Croix, statue de Vierge Noire, installée dans le hameau de Hautefort en 1870.

### Personnalités liées à la commune
- Paul Picard, député de l'Isère, né et décédé dans la commune
- Comte Amédée de Foras, homme politique et diplomate, se marie puis réside dans la commune, au Château de Hautefort
- Famille Morand de Jouffrey, descendants de Jean-Antoine Morand de Jouffrey, architecte, peintre, urbaniste, qui exerce à Lyon (1727-1794) où il crée le quartier des Brotteaux (6e arrondissement). Un pont, ainsi qu’un parking, portent encore son nom. Son fils, Antoine Morand de Jouffrey, est nommé procureur général du roi au bureau des finances de Lyon en 1785. Devenu Chevalier héréditaire d'empire, il devint conseiller à la cour sous la Restauration. Son petit-fils, Aimé Jean-Jacques Morand de Jouffrey, est fait premier président de la cour royale de Grenoble en 1829. C'est Jacques Morand de Jouffrey qui est le dernier comte de Hautefort (1922-1999) et qui à la suite de l'instauration de l’impôt sur la fortune entreprend à contrecœur la vente du château et sa transformation en appartements en 1982.

Quelques photos de sites et de monuments de Saint-Nicolas-de-Macherin
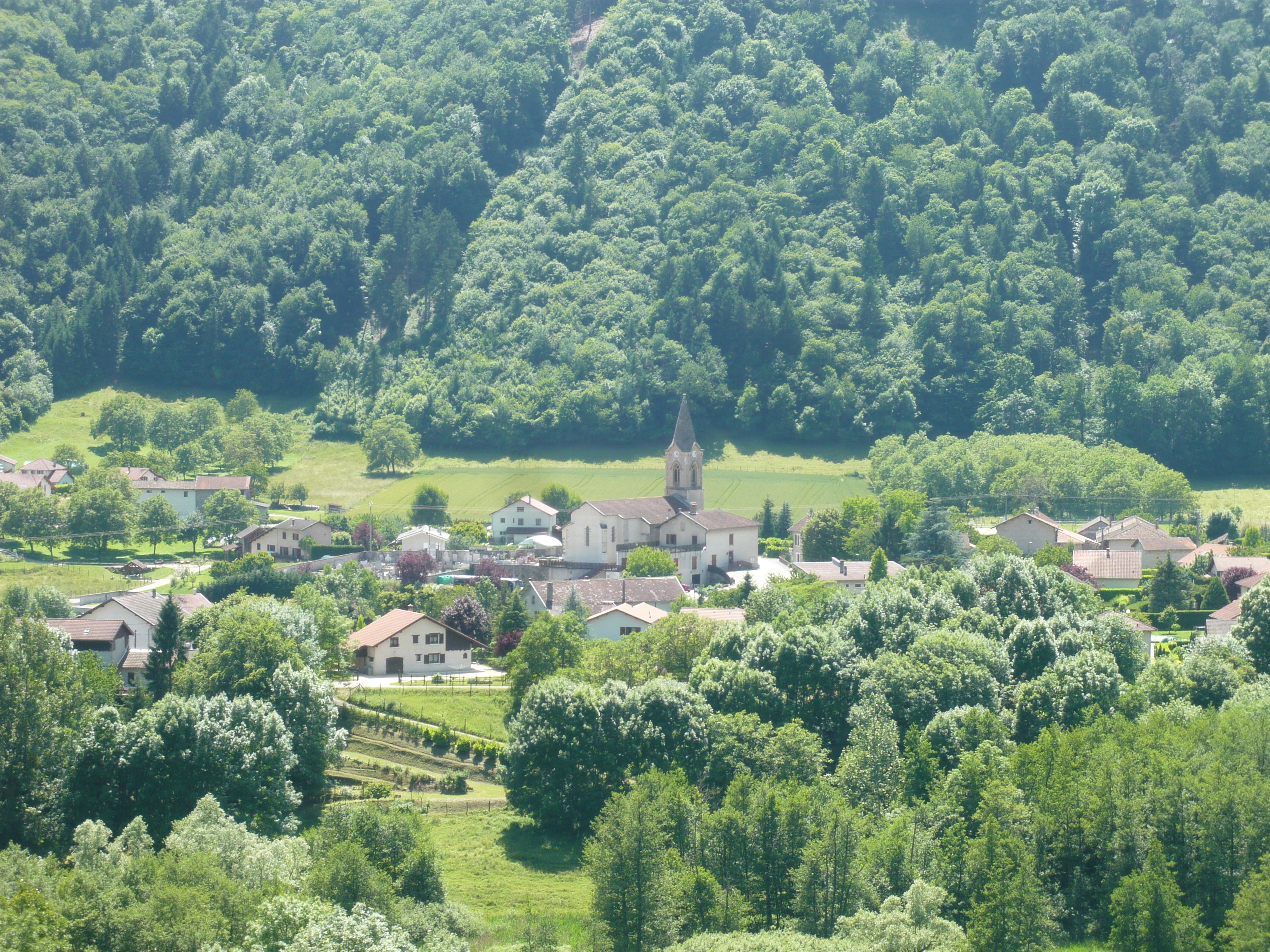
Vue du bourg depuis les hauteurs
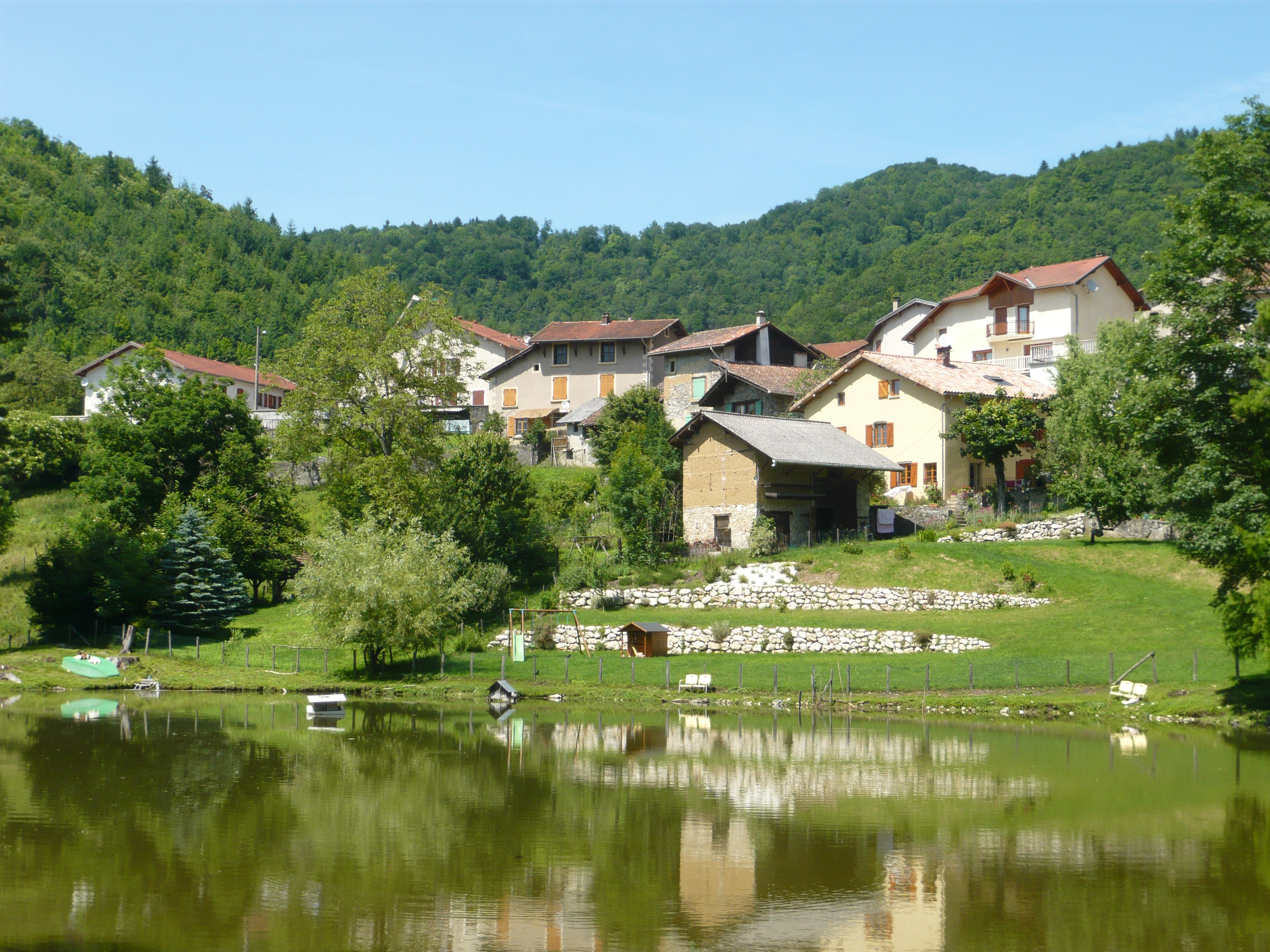
L'étang de Hautefort
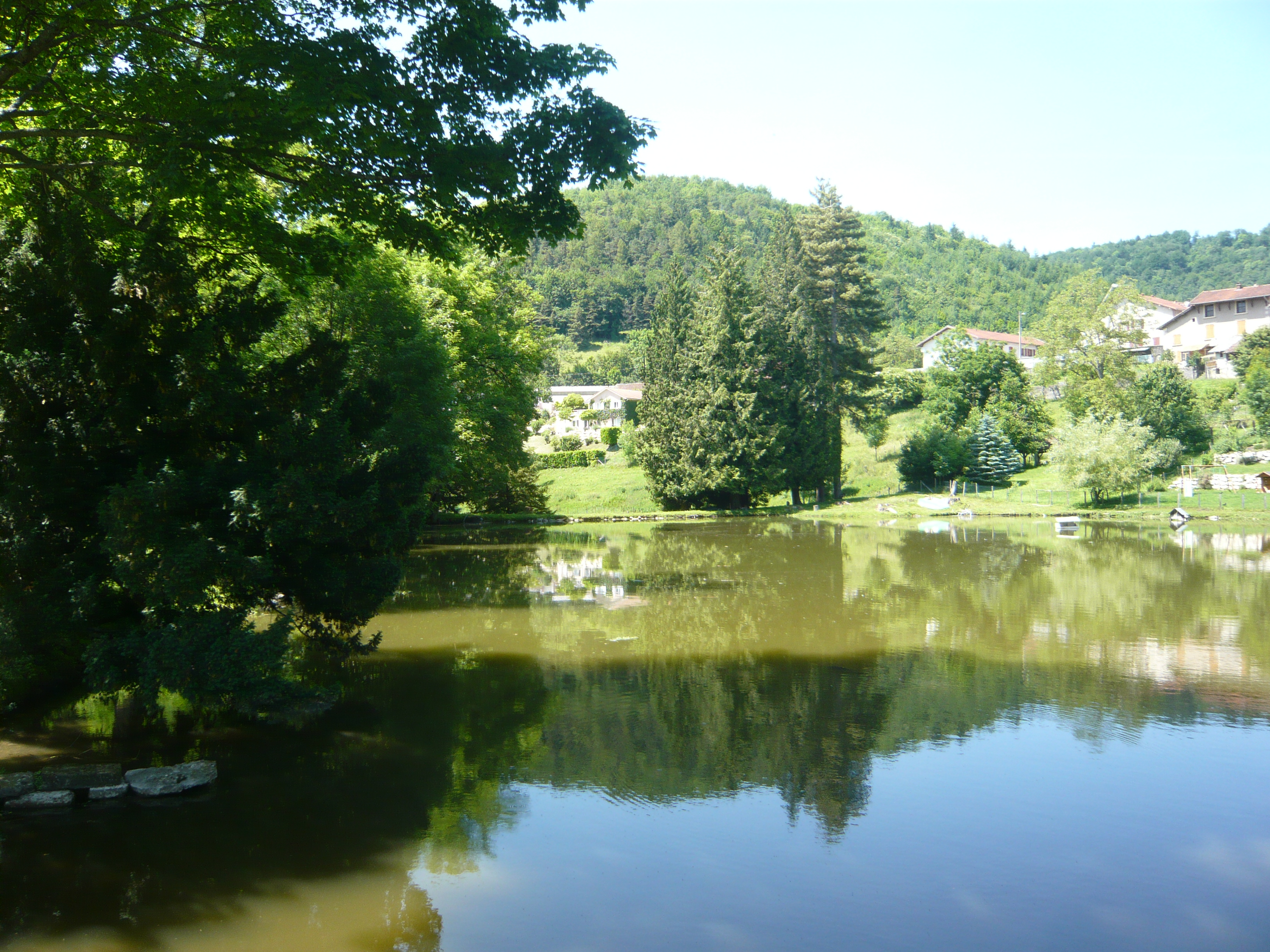
L'étang de Hautefort
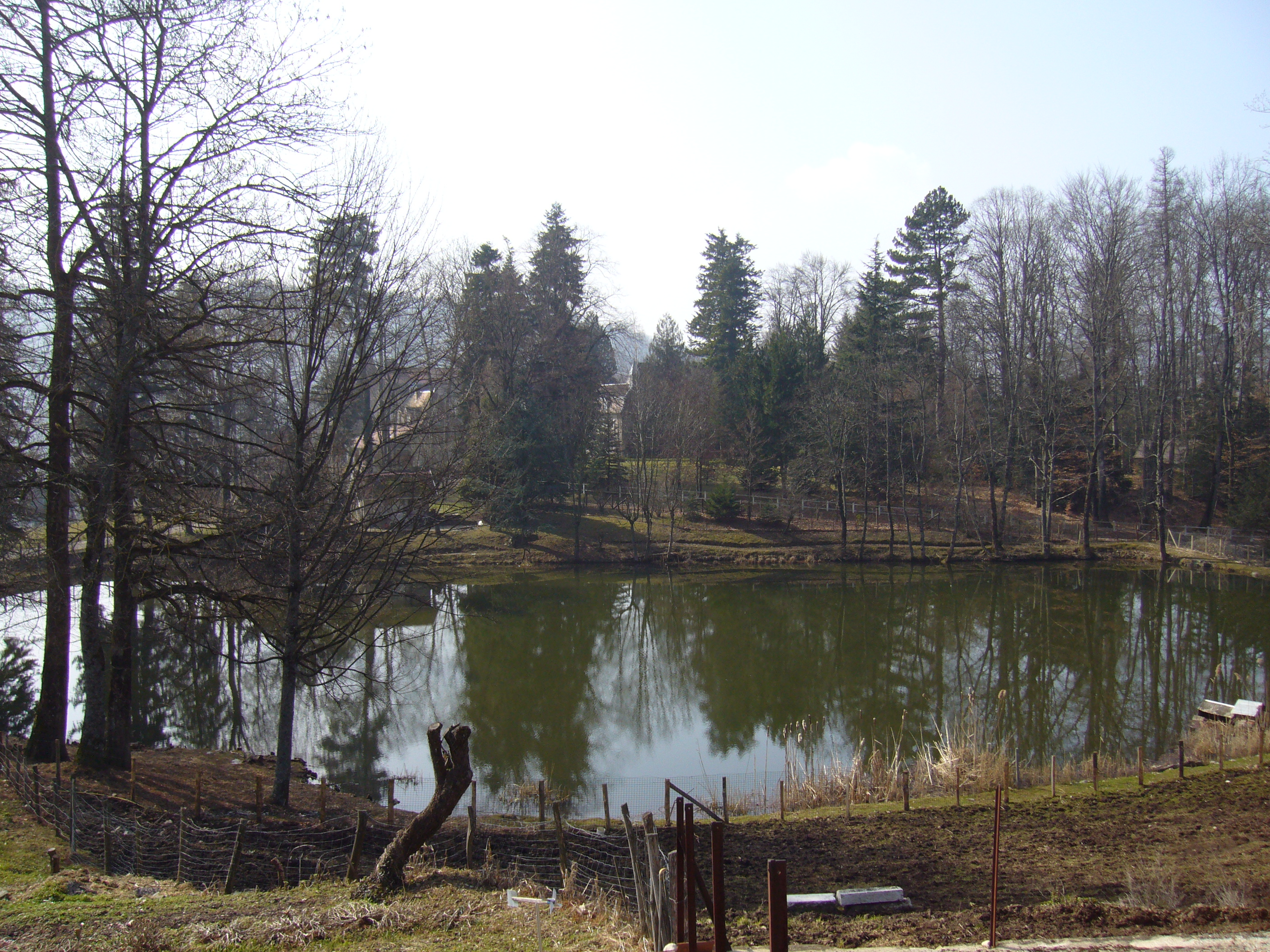
L'étang de Hautefort à l'automne
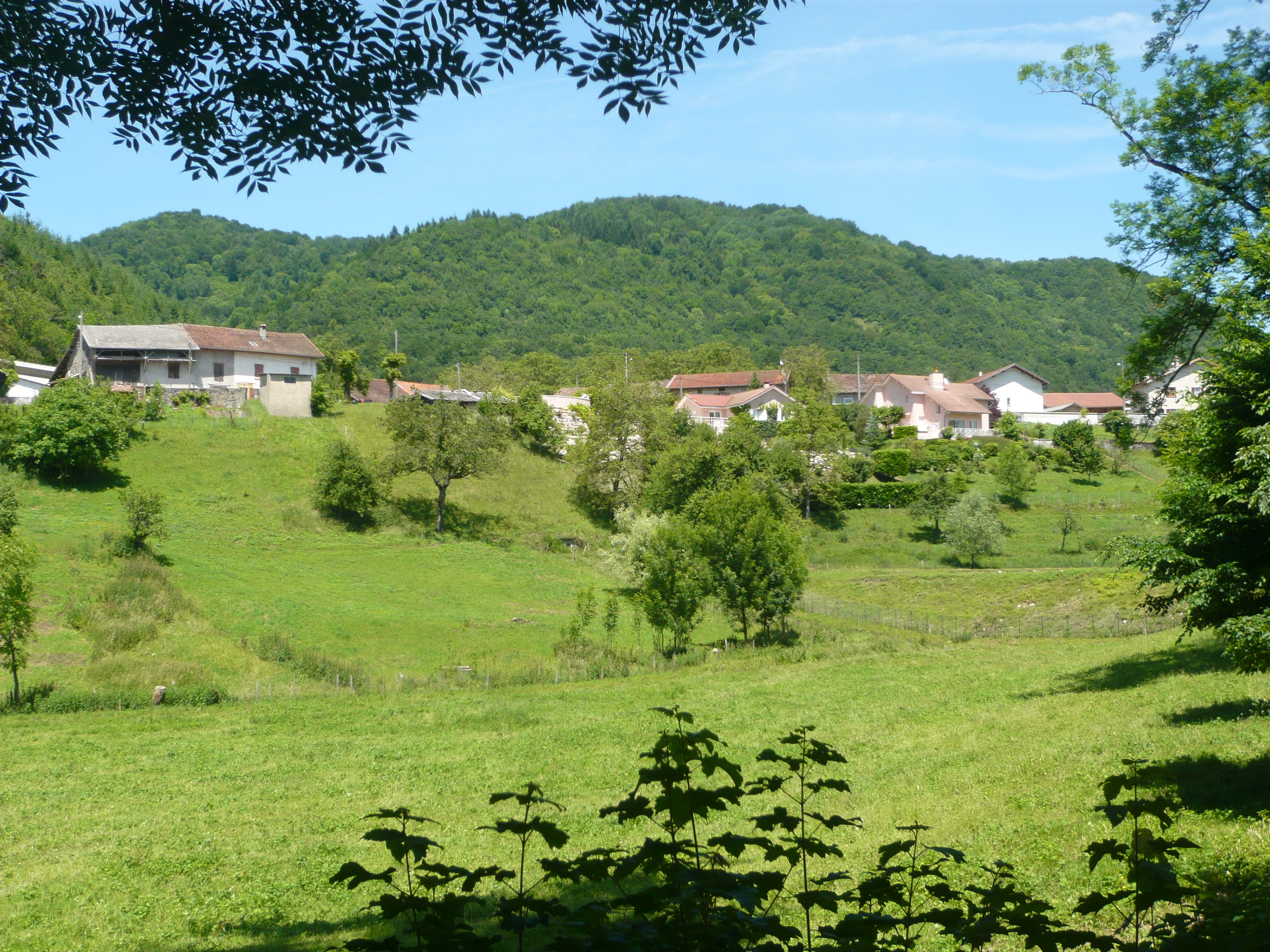
Vue du hameau de Hautefort
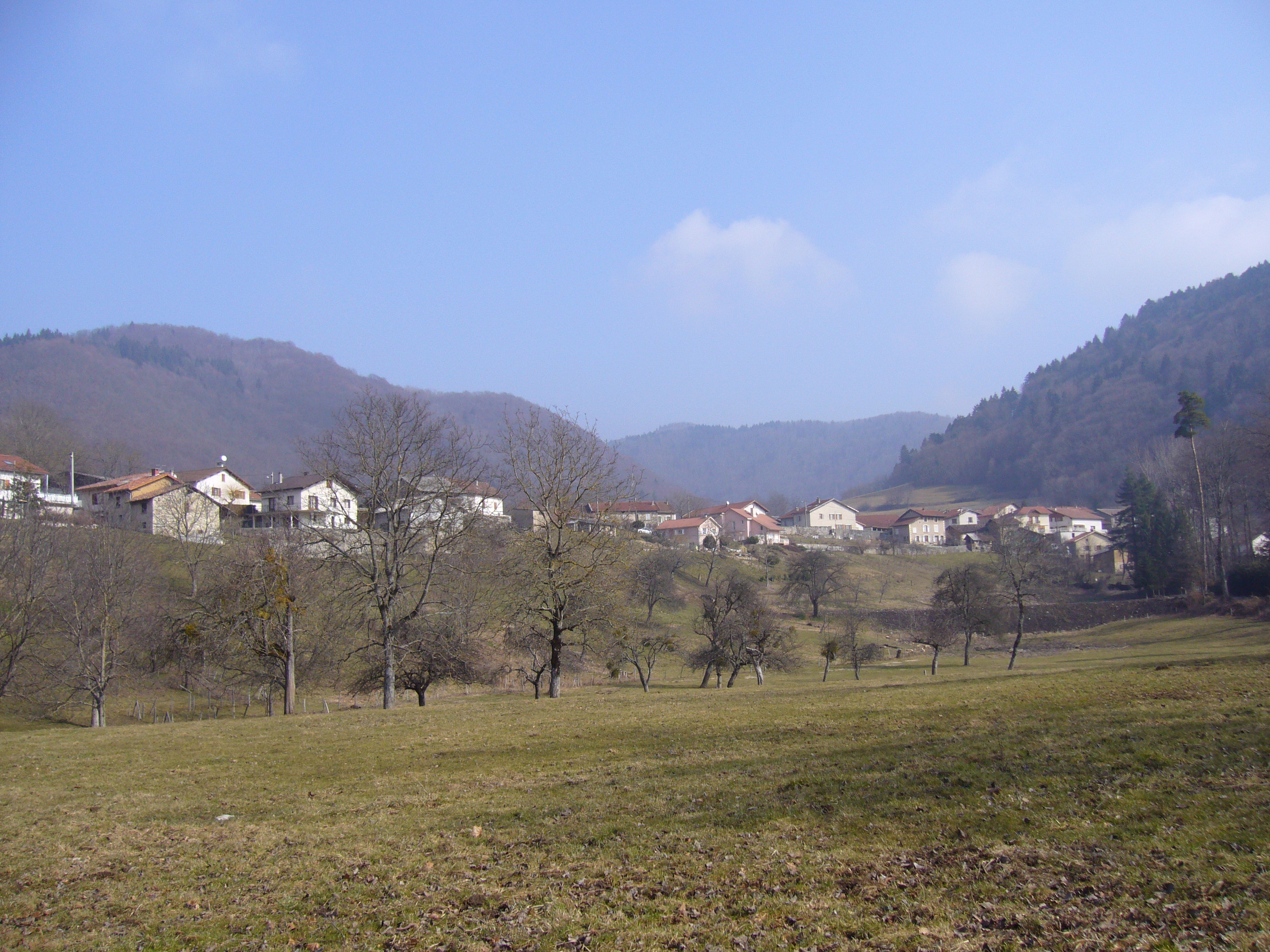
Vue du hameau de Hautefort
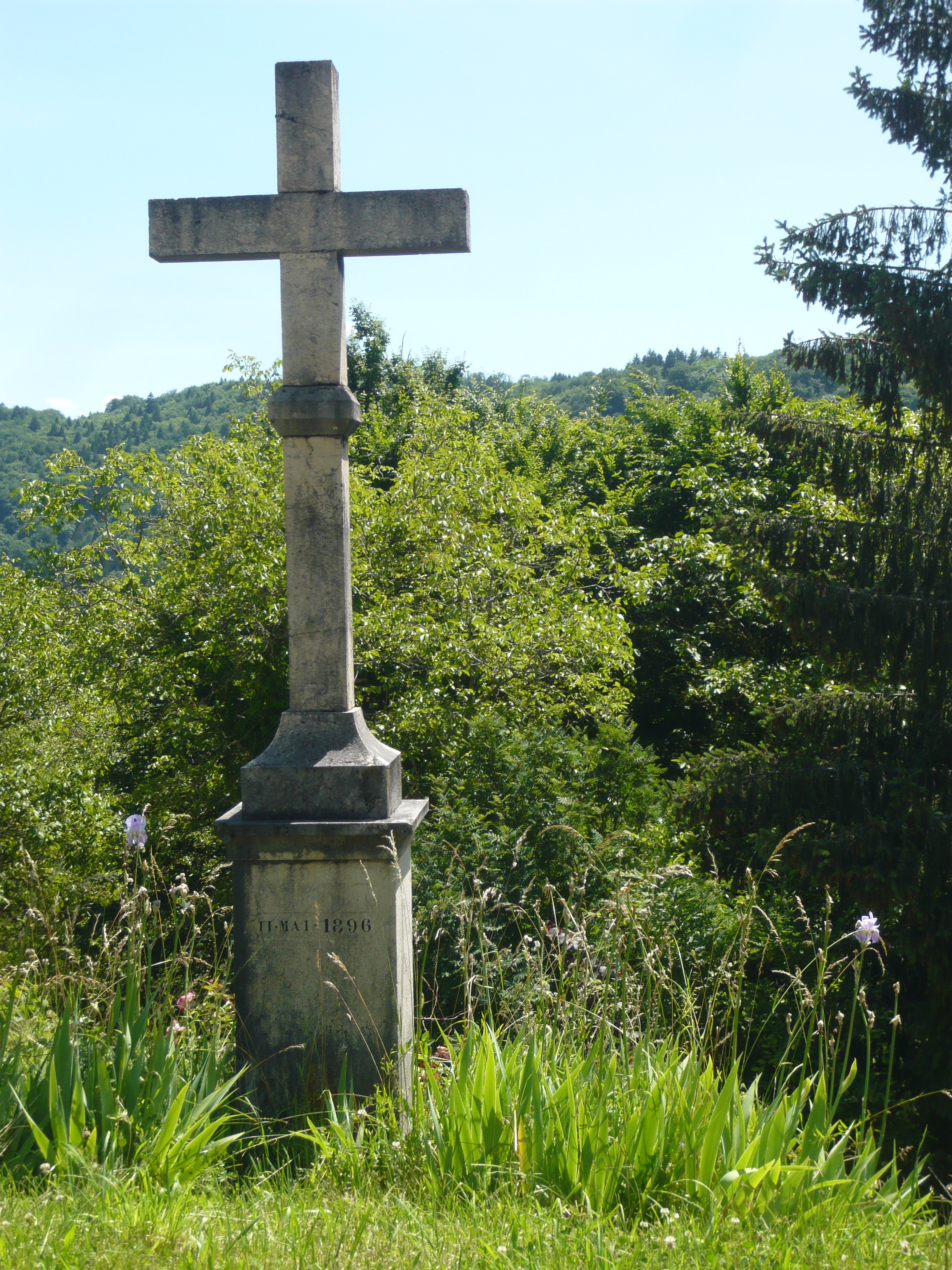
Croix au Mélissard
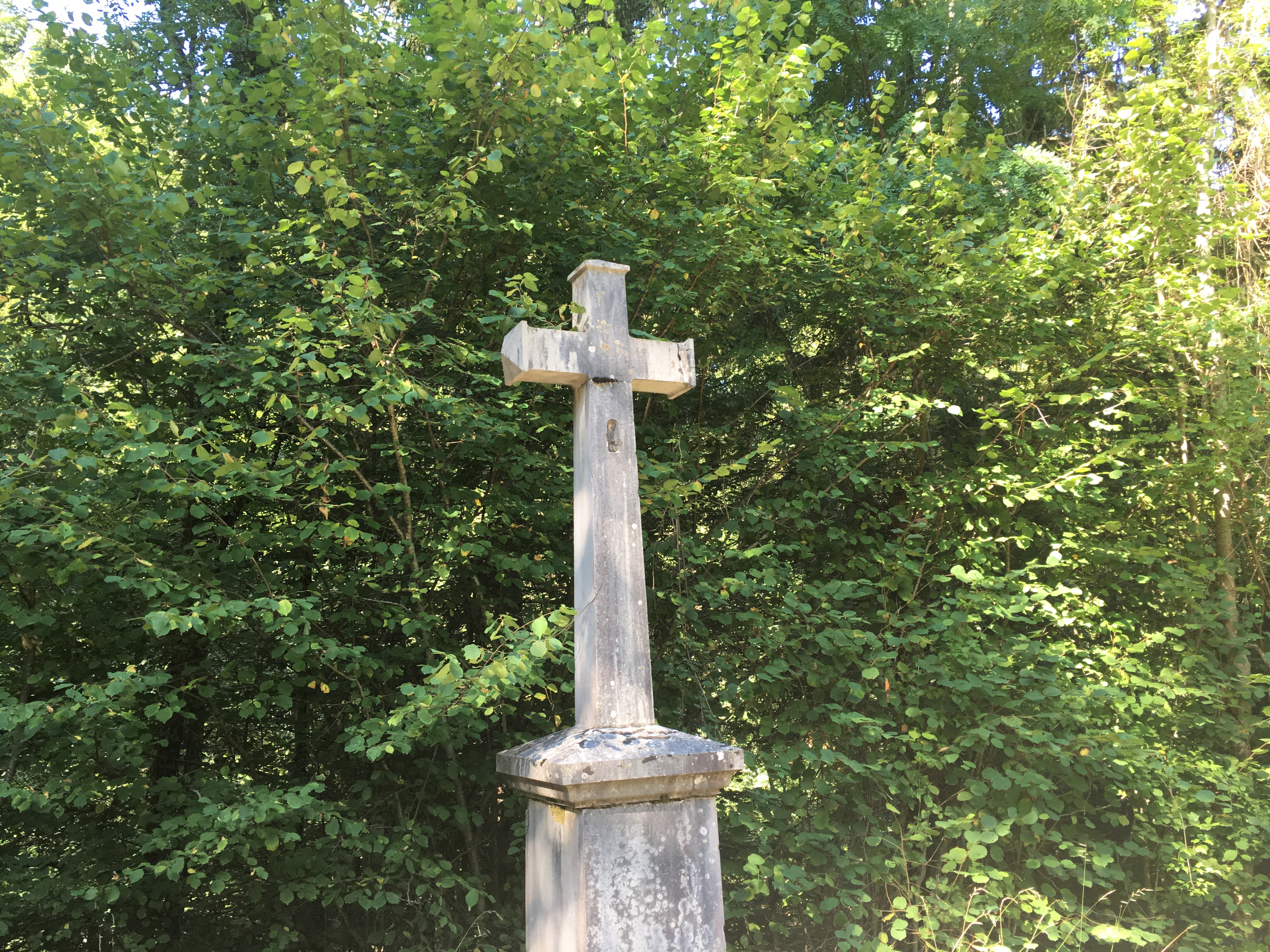
Croix sur la route des Combes
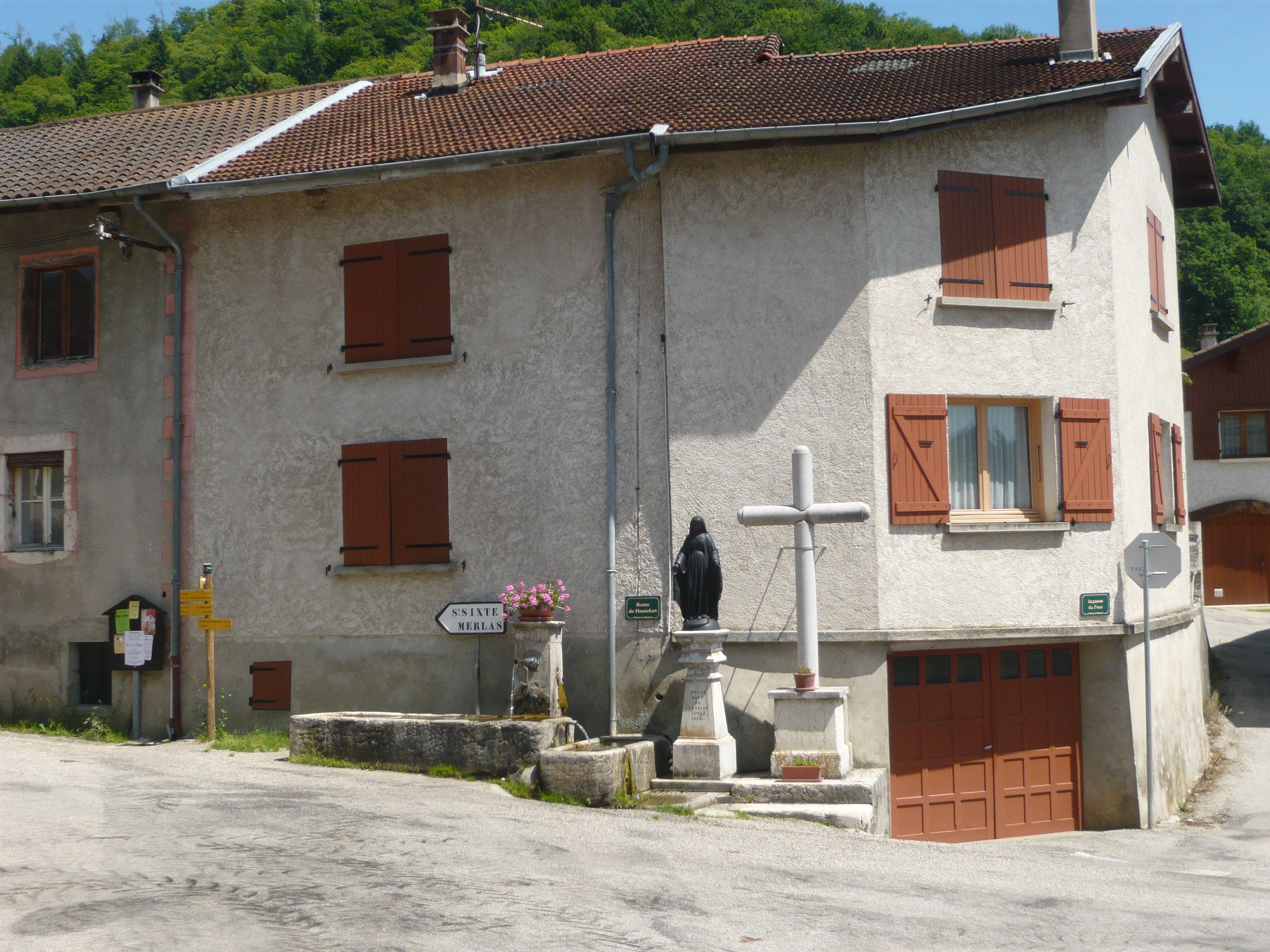
La Vierge noire de Hautefort dite Notre-Dame-de-la-Croix
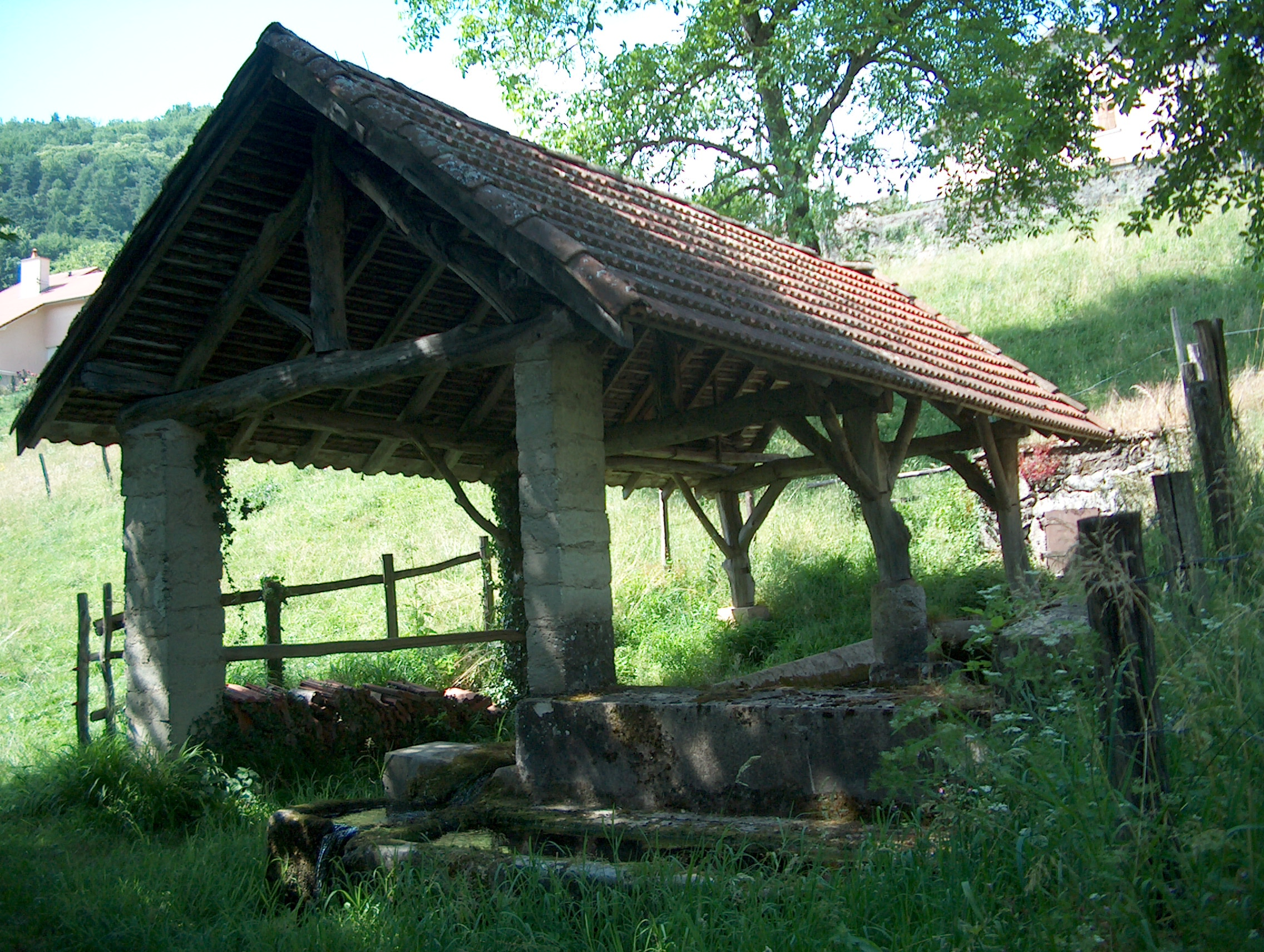
Lavoir de Hautefort
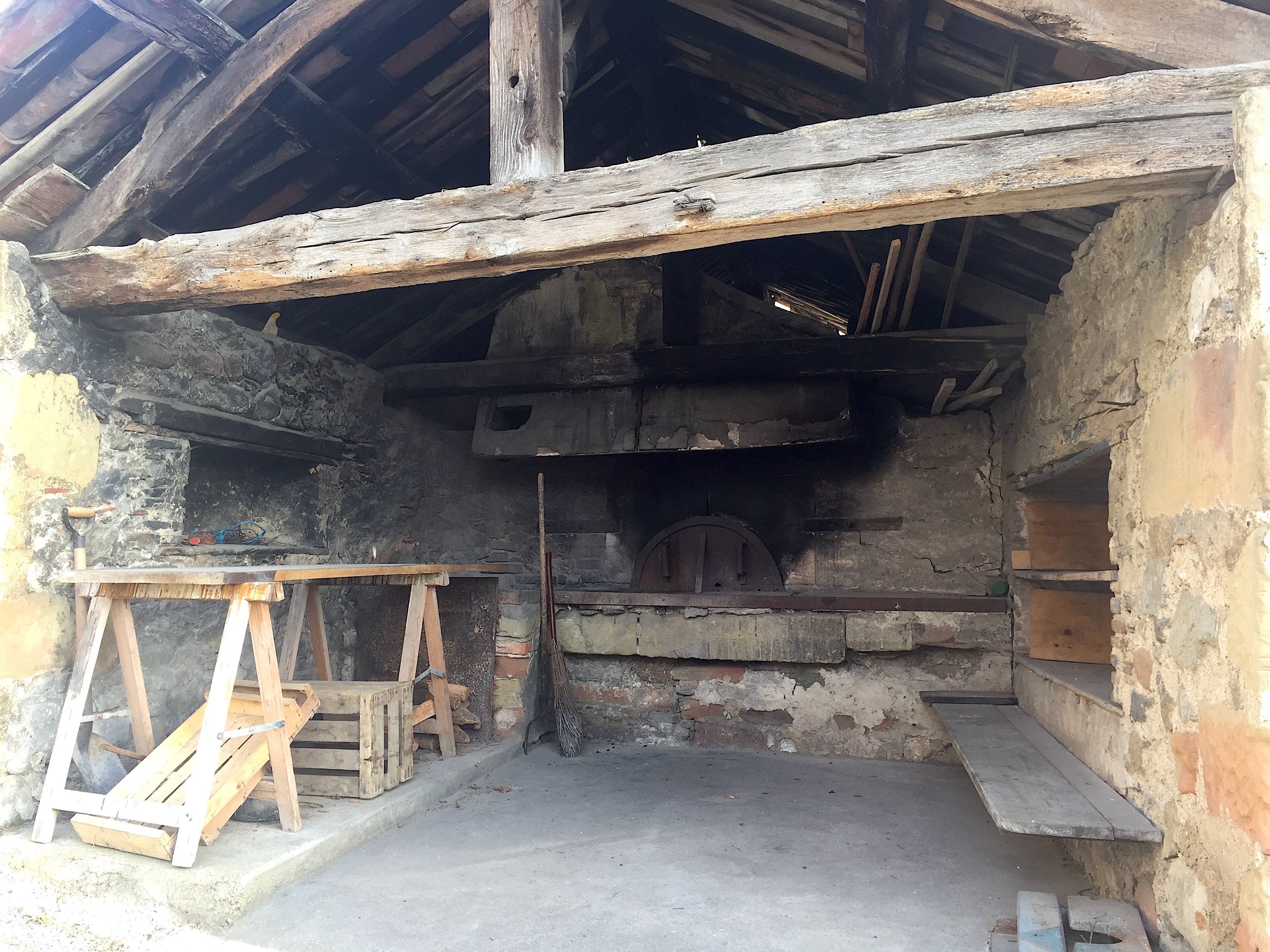
Four à pain de Hautefort
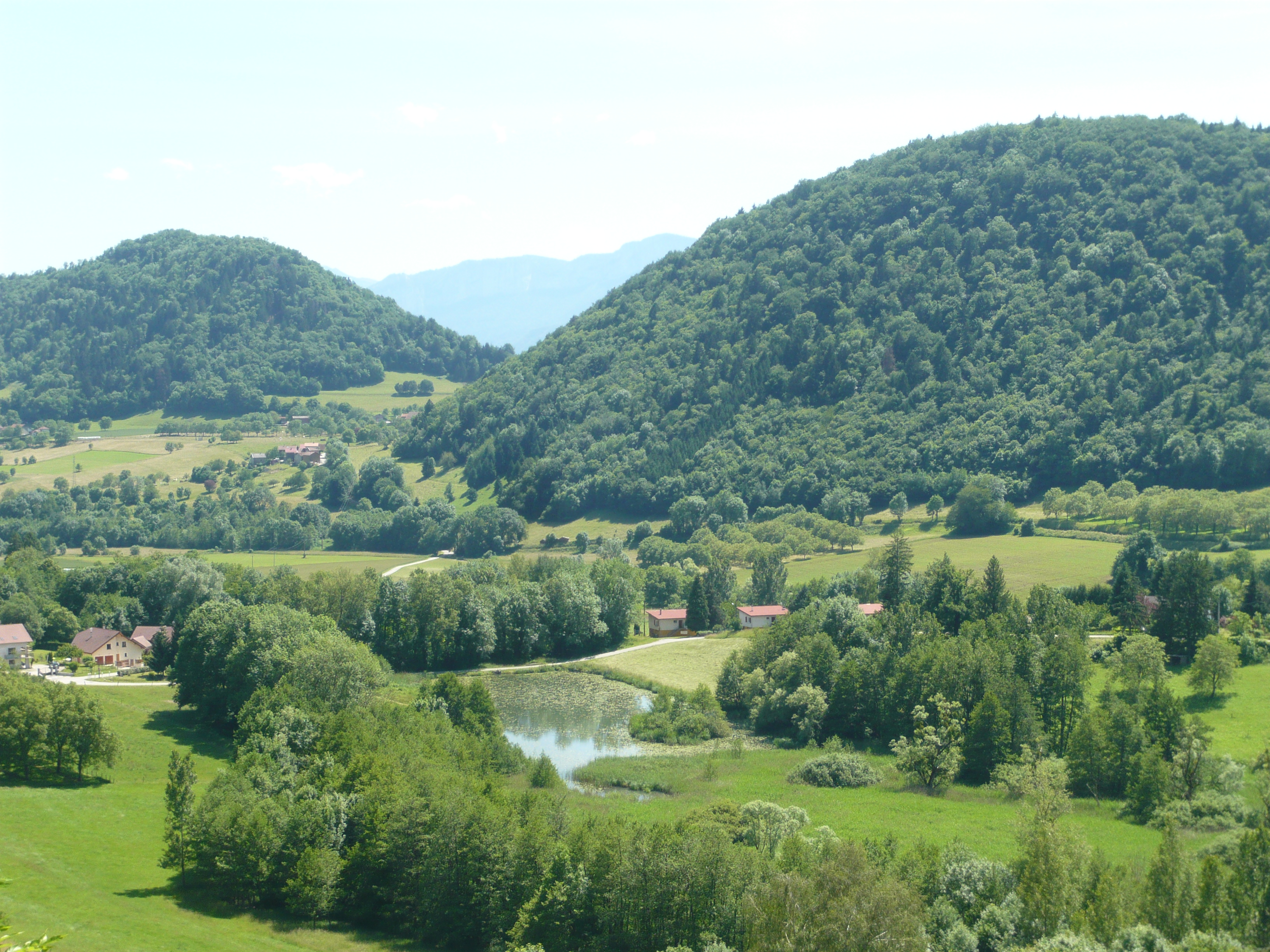
Collines de Macherin
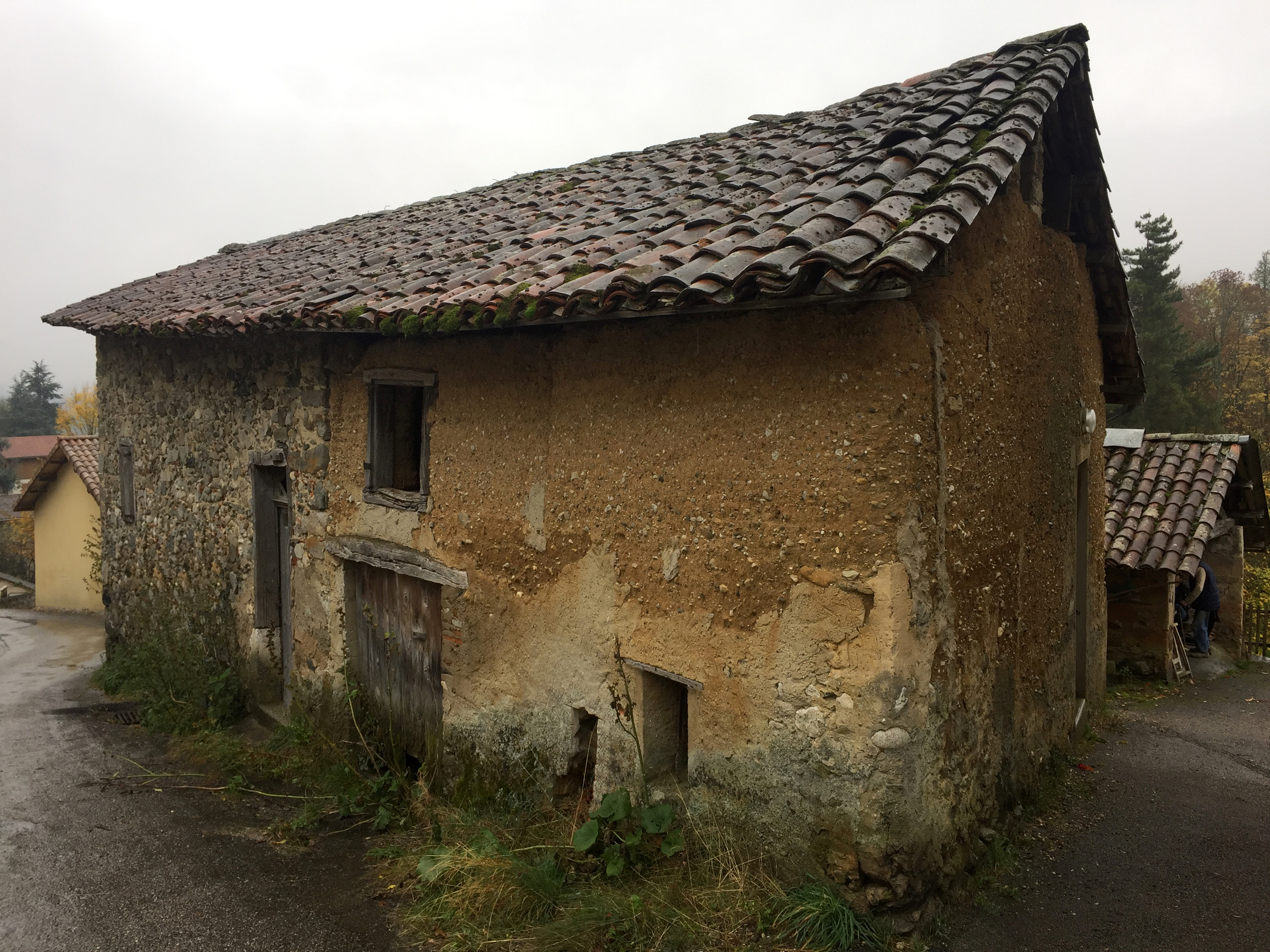
Maison traditionnelle en pisé à Hautefort
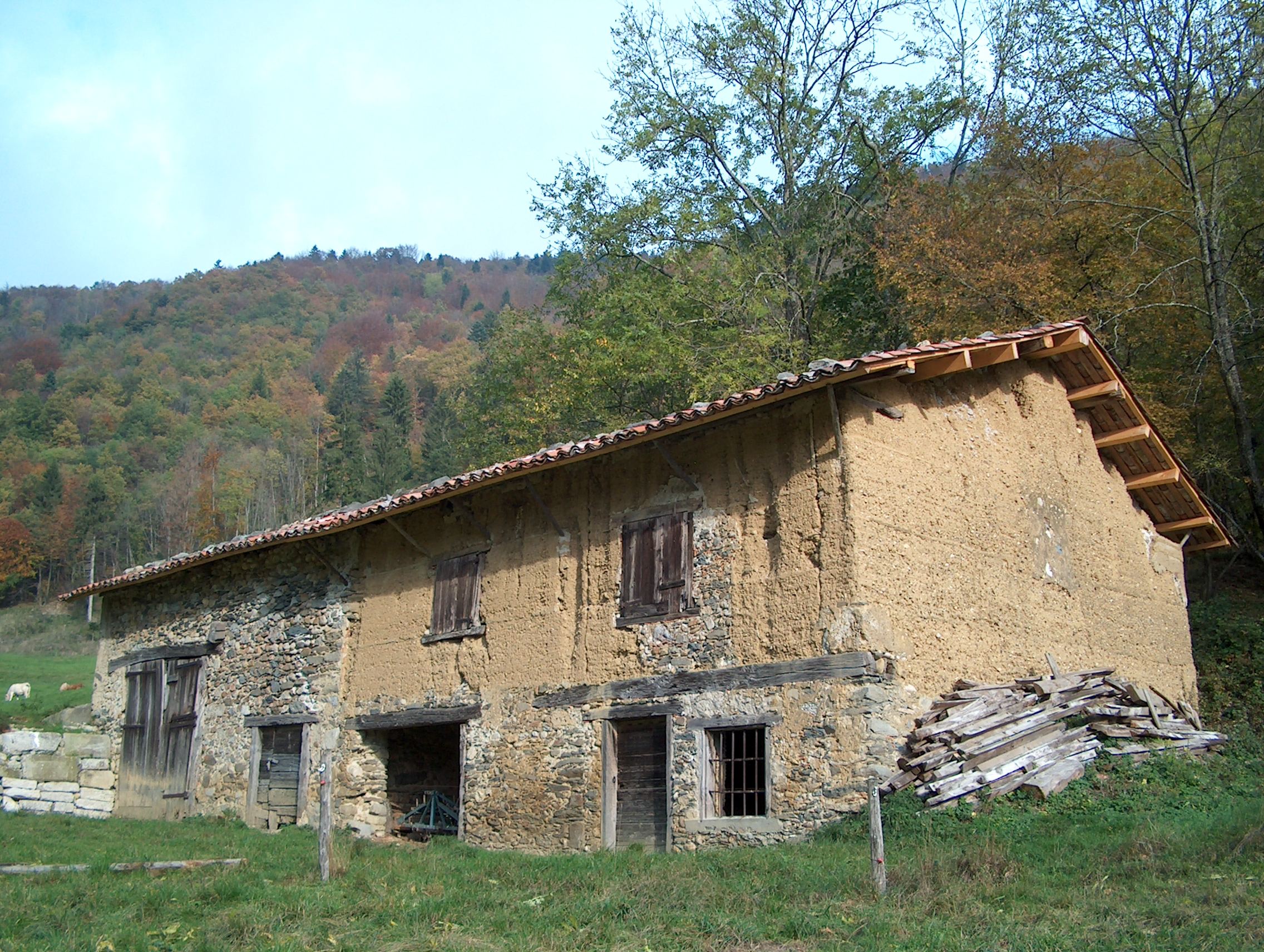
Grange en pisé au lieu-dit Bassey
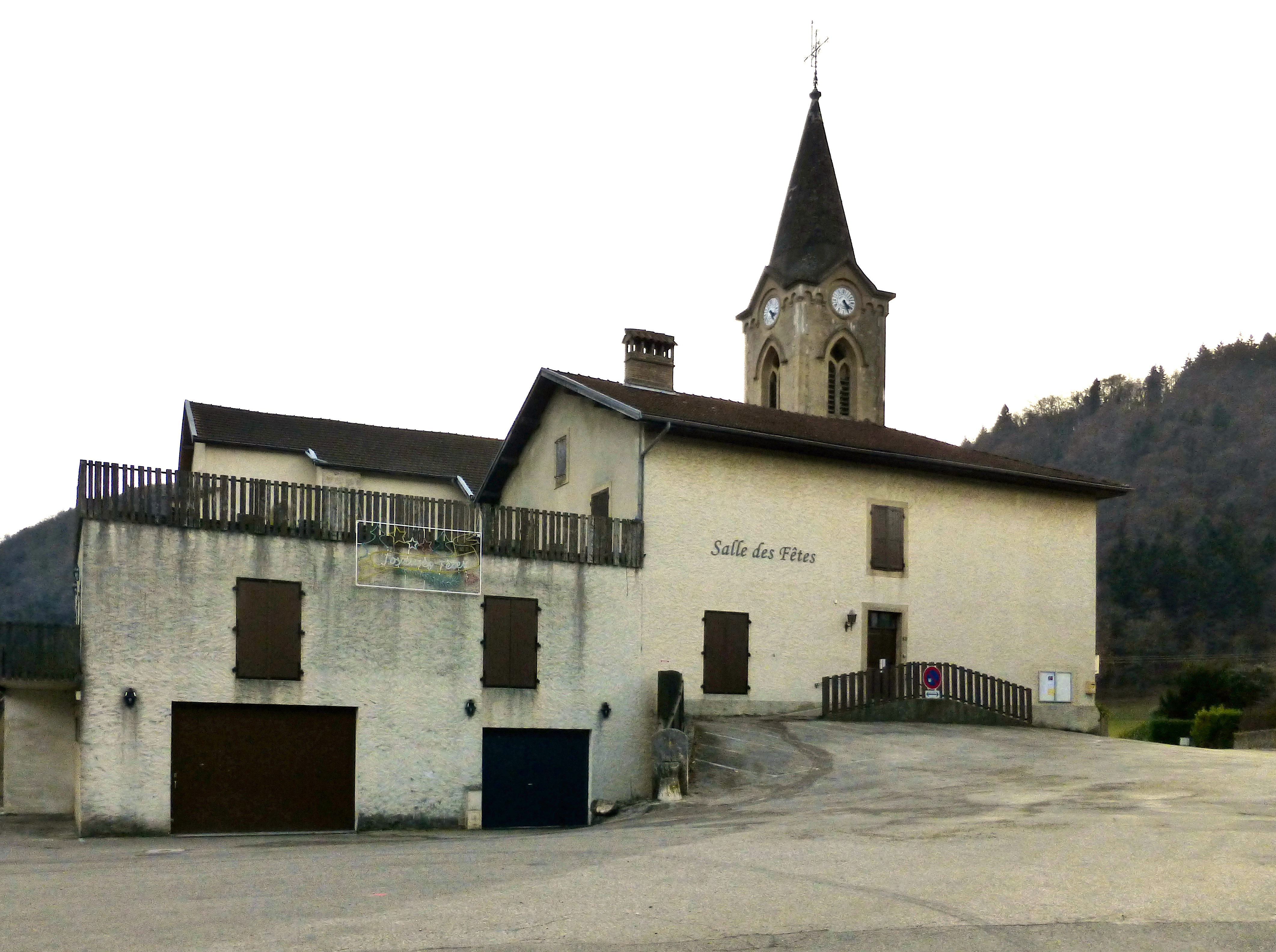
La salle des fêtes communale, au bourg, démolie en juillet 2018
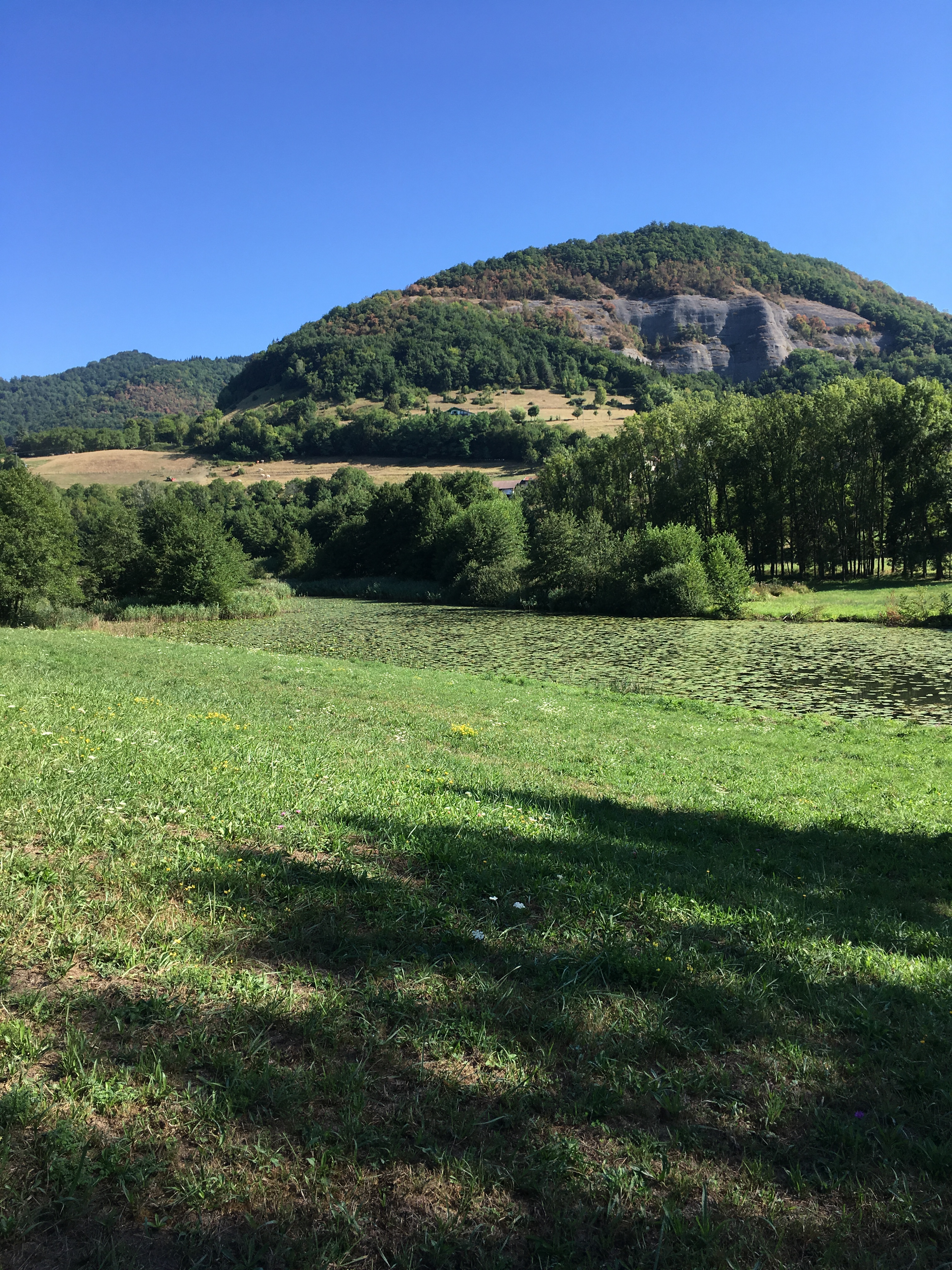
Vue sur la Roche et le Replat depuis l'étang de Saint-Nicolas
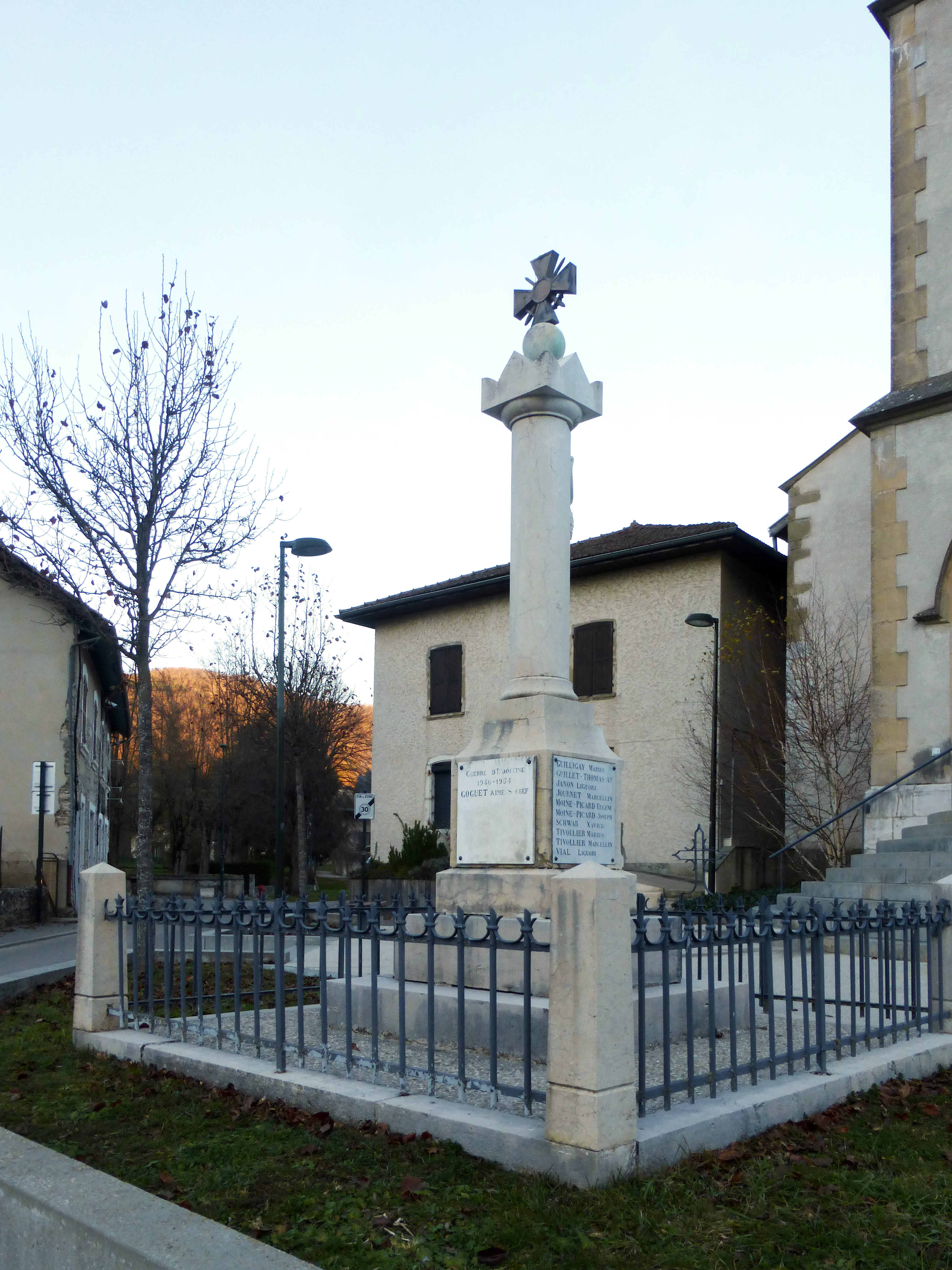
Le Monument aux Morts communal

### Héraldique
|  | Saint-Nicolas-de-Macherin possède des armoiries dont l'origine et le blasonnement exact ne sont pas disponibles. |